# Onychocamptus vitiospinulosa
Onychocamptus vitiospinulosa is een eenoogkreeftjessoort uit de familie van de Laophontidae. De wetenschappelijke naam van de soort is voor het eerst geldig gepubliceerd in 1963 door Shen & Tai.